# Lisa Lambert (femme politique)
Pour les articles homonymes, voir Lisa Lambert et Lambert.
Lisa Lambert est une femme politique provinciale canadienne de la Saskatchewan. Elle représente la circonscription de Saskatoon Churchill-Wildwood à titre de députée du Parti saskatchewanais de 2016 à 2024.